# HMS Whimbrel (U29)
«Вімбрел» (англ. HMS Whimbrel (U29) — військовий корабель, шлюп типу «Модифікований Блек Свон» Королівського військово-морського флоту Великої Британії за часів Другої світової війни.
Шлюп «Вімбрел» був закладений 31 жовтня 1941 року на верфі компанії Yarrow Shipbuilders у Скотстоні. 25 серпня 1942 року він був спущений на воду, а 13 січня 1943 року увійшов до складу Королівських ВМС Великої Британії.
Корабель взяв активну участь у бойових діях на морі в Другій світовій війні, бився у Північній Атлантиці, біля берегів Франції, Англії та Норвегії, супроводжував арктичні та атлантичні конвої, підтримував висадку військ в операції «Нептун». Пізніше виконував бойові завдання на Тихому океані, підтримував битву на Окінаві.
За проявлену мужність та стійкість у боях бойовий корабель заохочений шістьма бойовими відзнаками.

## Історія

### 1944
У березні 1944 року шлюп залучався до супроводження чергового арктичного конвою JW 58 з 47 транспортних та вантажних суден.
У травні 1944 року корабель включили до складу сил вторгнення, що готувалися до висадки в Нормандію. На початку червня 1944 року він приєднався до 113-ї ескортної групи, що складалася з ескортного міноносця «Блінкатра», фрегатів «Волдегрейв» і «Вітакер» та шлюпа «Гарт», і разом з ними вирушив до Мілфорд-Гейвен, звідки група мала супроводжувати конвой EBP 2 — п'ять військових транспортів з підрозділами американської армії для висадки на плацдармі «Юта», штабний корабель для керування військами десанту з «Малберрі B» і три менших торговельних судна — до Нормандії. Висадка була відкладена на 24 години до 6 червня 1944 року через погану погоду, але конвой вийшов з Бристольської затоки того ж дня під охороною 113-ї ескортної групи і фрегатів «Спрегг» і «Стокхем» 112-ї ескортної групи, 7 червня 1944 року пройшов протоку Солент і прибув до плацдарму «Юта» наступного числа.